# Авинян, Тигран
Тигран Арменович Авинян (арм. Տիգրան Արմենի Ավինյան; род. 28 февраля 1989, Ереван, Армянская ССР, СССР) — армянский политический деятель, вице-премьер Армении (11 мая 2018 — 2 августа 2021). Вице-мэр Еревана (23 сентября 2022 — 10 октября 2023). Мэр Еревана (с 10 октября 2023).
Окончил факультет прикладной математики Российско-армянского университета в 2009 году. В 2014 году с отличием окончил Лондонский университет королевы Марии по специальности математическое моделирование в экономике. В 2010—2011 годах руководил компанией по установке оросительных систем и ландшафтному дизайну «Иригейт». С 2014 года руководит компанией по программному обеспечению «Сайбер Вижн». Соосновал партию Гражданский договор. В 2018—2021 годах был вице-премьером Республики Армения. 23 сентября 2022 по 10 октября 2023 года — вице-мэр Еревана.
10 октября 2023 года Авинян был избран мэром Еревана.